# اختبار الروسية كلغة أجنبية
اختبار اللغة الروسية للأجانب (بالروسية: Тест по русскому языку как иностранному) (بالإنجليزية: Test of Russian as a Foreign Language)‏ هو اختبار دولي لتحديد مستوى المقدرة اللغوية باللغة الروسية.
يجرى باللغة الروسية ثلاث مرات في السنة ضمن المراكز الرئيسية الممثلة للدولة الروسية في الدول الأجنبية بإشراف وزارة التعليم والعلم الروسية. يتم إجراء الاختبار للأشخاص الذين يتقنون اللغة الروسية كلغة ثانية. عند اجتياز الامتحان بنجاح فأن الممتحن يحصل على شهادة حكومية مع نتيجة الامتحان. ان الأشخاص الذين يشرفون على وضع أسئلة هذا الاختبار يعتبرون من خيرة المعلمين وهم يمثلون نخبة الخبراء العاملين في مجال تعليم اللغة الروسية للاجانب في أشهر ثلاث مؤسسات تعليمة عريقة في روسيا الاتحادية (جامعة موسكو الحكومية، جامعة الصداقة بين الشعوب، معهد بوشكين للغة الروسية)
ويعتبر هذا الاختبار من الشروط الضرورية للإقامة والعمل في روسيا الاتحادية حيث وقع الرئيس الروسي فلاديمير بوتين قانوناً يُلزم الأجانب الراغبين في العمل في روسيا بإثبات معرفتهم للغة الروسية وتاريخ روسيا وتشريعاتها.
ويطالب هذا القانون الذي سيصبح نافذ المفعول منذ الأول من كانون الثاني/يناير عام 2015 كل أجنبي يرغب في الإقامة والعمل بروسيا ولا يملك شهادة تعليم من الشهادات التي كان يحصل عليها خريجو المدارس في الاتحاد السوفيتي حتى الأول من أيلول/سبتمبر عام 1991، يطالبه باجتياز اختبار اللغة الروسية.